# Øvre Imbrian
I Månens historie strækker Øvre Imbrian[kilde mangler]-perioden sig fra for 3.800 millioner år siden til for omkring 3.200 millioner år siden.   I denne periode smeltede Månens kappe under de store bassiner delvist og fyldte dem med basalt. Smeltningen menes at være sket, fordi nedslagene gjorde de overliggende klippelag tynde – hvilket enten fik kappen til at hæve sig som følge af det reducerede tryk på den og bringe smeltet materiale tættere på overfladen, eller fik dens øverste lag til at smelte ved at varme steg opad gennem kappen som følge af reduceret varmeisolation fra de overliggende lag.  
Hovedparten af de måneprøver, der er hjembragt til Jorden af Apollo-missionerne stammer fra denne periode.
Den tilsvarende periode i Jordens historie udgøres af tre fjerdedele af Arkæikum-æonen. 